# Кератиноцит

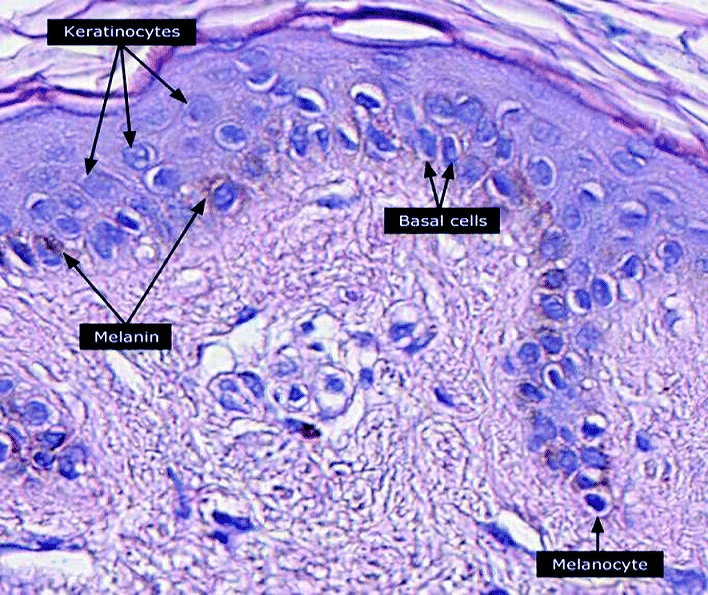
Микрофотография гистологического среза эпидермиса, отчётливо видны слои, а также меланоциты, базальные клетки и кератиноциты.

Кератиноциты — основные клетки эпидермиса кожи человека (составляют примерно 90 % всех клеток эпидермиса). Содержатся в базальном, шиповатом, зернистом, блестящем, роговом слоях эпидермиса.

## Кератиноциты в разных слоях эпидермиса
- В базальном слое эпидермиса содержится большое количество кератиноцитов, а также стволовые клетки, которые могут дифференцироваться в кератиноциты, благодаря чему происходит регенерация эпидермиса. В этом слое ядра кератиноцитов имеют довольно крупный размер. В цитоплазме кератиноцитов содержатся гранулы с меланином, которые они получают из меланоцитов.

Кератиноциты соединены между собой с помощью десмосом, обеспечивающих механическую прочность, и межклеточных контактов, осуществляющих передачу сигналов и транспорт веществ между клетками.  К базальной мембране кератиноциты крепятся с помощью гемидесмосом .
- В шиповатом слое эпидермиса в цитоплазме кератиноцитов усиливается синтез кератина, образующего промежуточные филаменты. Также там содержатся кератиносомы, или ламеллярные гранулы (гранулы Одланда). Они ограничены мембраной и содержат различные липиды (церамид и др.). Гранулы, высвобождаясь в межклеточное пространство, придают коже гидрофобность, препятствуя потере влаги.

- В зернистом слое эпидермиса внутри кератиноцитов также находится большое количество ламеллярных гранул. Их содержимое, выходя из клеток путем экзоцитоза,  формирует цементирующее вещество, которое также препятствует обезвоживанию кожи. Кератиноциты в этом слое синтезируют различные белки.

- В блестящем слое эпидермиса у кератиноцитов практически полностью разрушается ядро, клеточные органеллы и десмосомы, связывающие кератиноциты между собой. Однако вместо них присутствует цементирующее вещество, связывающее кератиноциты друг с другом. Внутри кератиноцитов содержится большое количество кератиновых фибрилл, придающих прочность эпидермису.

- В роговом слое эпидермиса кератиноциты дифференцированы в роговые чешуйки, содержащие белок кератолинин и кератиновые фибриллы. Роговые чешуйки — это мертвые кератиноциты. Они связаны между собой с помощью межклеточного цементирующего вещества. Роговые чешуйки в норме постоянно сшелушиваются, заменяясь новыми.

## Функции кератиноцитов
Одна из основных функций кератиноцитов — структурная. Они формируют барьер, предотвращающий проникновение паразитов (вирусов, бактерий, и других микроорганизмов) из внешней среды. Также этот барьер защищает от солнечной радиации, жары и обезвоживания. Когда вирулентные микроорганизмы вторгаются в верхний слой эпидермиса, кератиноциты запускают ответную реакцию, синтезируя провоспалительные медиаторы (хемокины, цитокины), которые «привлекают» лейкоциты в место заражения.
Также кератиноциты синтезируют различные структурные белки (кератин, инволюкрин, кератолин, лорикрин филаггрин, трансглутаминазу и т.д.), обеспечивающие механическую защиту кожи .

## Взаимодействие с другими клетками
В эпидермисе кератиноциты связаны между собой и с другими типами клеток, такими как меланоциты и клетки Лангерганса. Помимо синтеза медиаторов воспаления, кератиноциты также синтезируют особые антимикробные пептиды. У меланоцитов в эпидермисе есть несколько отростков для соединения с кератиноцитами. Прием меланосом из меланоцитов обеспечивает защиту кожи от ультрафиолетового излучения. Меланин меланоцитов и кератиноцитов защищает от ультрафиолетового излучения и их собственную ДНК.

## Роль в заживлении ран
При повреждении кожи происходит деление кератиноцитов и их миграция в травмированную область, что обеспечивает зарастание (эпителизацию) раны. Сначала новые кератиноциты мобилизуются из области волосяного фолликула. Эти кератиноциты, однако, впоследствии погибают. Затем кератиноциты рекрутируются непосредственно из эпидермиса. Эти эпидермальные кератиноциты формируют как эпидермис, так и новые фолликулы.

## Патологии
При некоторых видах кожных заболеваний в организме вырабатываются антитела к десмосомным белкам, разрушаются десмосомы, а также происходит нарушение взаимодействия молекул адгезии (содержащихся на поверхности кератиноцитов) с рецепторами лимфоцитов. Это ведет к разрыхлению эпителия, просачиванию через него тканевой жидкости и образованию пузырей. Также возможна патология, связанная с нарушением синтеза антимикробных пептидов (при атопическом дерматите). Это может привести к повышенной восприимчивости кожи к различным инфекциям и частым воспалениям от раздражителей, которые в норме не вызвали бы подобную реакцию .